# Nicolas Froment
Nicolas Froment (1435, Uzès, Gard - 1486 em Avinhão) foi um pintor francês, representante da segunda Escola de Avinhão, influenciada pela pintura flamenga que caracteriza a última fase da pintura gótica. 
Foi pintor de Renato I de Nápoles e de sua esposa, Jeanne de Laval.